# JFE Holdings
JFE Holdings, Inc. (яп. ジェイ エフ イー ホールディングス株式会社) — японська компанія чорної металургії і важкого машинобудування. Була утворена 2002 року шляхом об'єднання металургійних компаній Nippon Kokan і Kawasaki Steel, які на той момент за обсягами виробництва були відповідно другою і третьою металургійними компаніями Японії. Абревіатура «JFE» означає Japan Future Enterprise — «Підприємство майбутнього Японії».

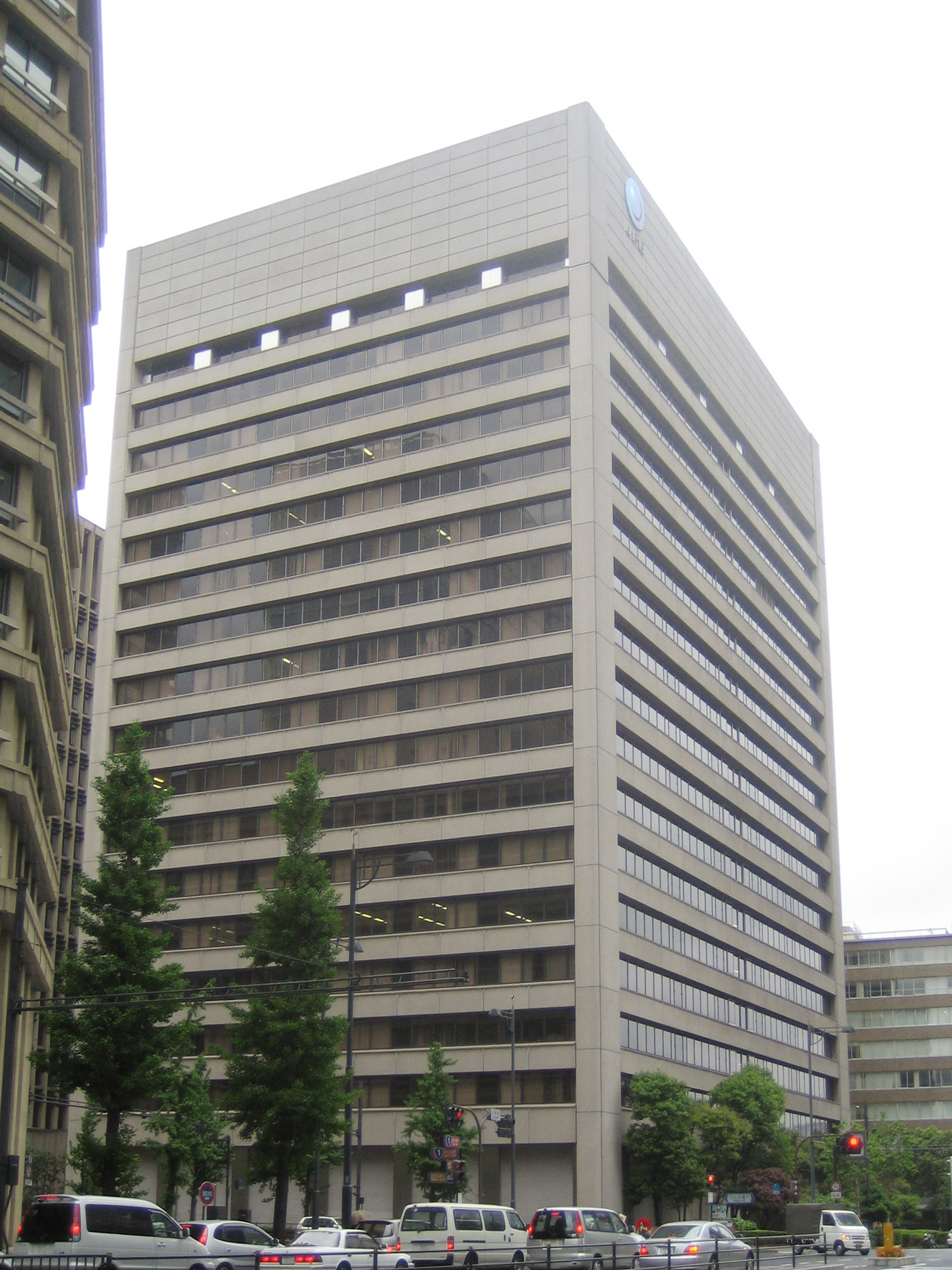
Будинок головного офісу компанії, Токіо, район Тійода.

Компанії належать Східно-Японський і Західно-Японський металургійні комбінати.